# Scalpellidae
Famille
Les Scalpellidae sont une famille d'arthropodes du sous-embranchement des crustacés cirripèdes.

## Liste non exhaustive de genres et espèces fossiles
Selon World Register of Marine Species (23 février 2016) :
- sous-famille Amigdoscalpellinae Gale, 2015
  - genre Amigdoscalpellum Zevina, 1978
  - genre Catherinum Zevina, 1978
  - genre Weltnerium Zevina, 1978
- sous-famille Brochiinae Zevina, 1978
  - genre Australscalpellum Newman & Ross, 1971
  - genre Brochia Newman & Ross, 1971
- sous-famille Meroscalpellinae Zevina, 1978
  - genre Abathescalpellum Newman & Ross, 1971
  - genre Alcockianum Zevina, 1978
  - genre Annandaleum Newman & Ross, 1971
  - genre Gymnoscalpellum Newman & Ross, 1971
  - genre Hamatoscalpellum Zevina, 1978
  - genre Litoscalpellum Newman & Ross, 1971
  - genre Meroscalpellum Zevina, 1978
  - genre Neoscalpellum Pilsbry, 1907
- sous-famille Scalpellinae Pilsbry, 1907
  - genre Arcoscalpellum Hoek, 1907
  - genre Diotascalpellum Gale, 2015
  - genre Graviscalpellum Foster, 1980
  - genre Regioscalpellum Gale, 2015
  - genre Scalpellum Leach, 1818
  - genre Zevinaella Shalaeva & Newman, 2016
- sous-famille Scalpellopsinae Zevina, 1978
  - genre Scalpellopsis Broch, 1921
- genre Anguloscalpellum Zevina, 1978
- genre Barbascalpellum Zevina, 1978
- genre Compressoscalpellum Zevina, 1978
- genre Diceroscalpellum Zevina, 1978
- genre Mesoscalpellum Hoek, 1907
- genre Pilsbryiscalpellum Zevina, 1978
- genre Planoscalpellum Zevina, 1978
- genre Pteroscalpellum Zevina, 1978
- genre Sinoscalpellum Ren & Sha, 2014
- genre Teloscalpellum Zevina, 1978
- genre Trianguloscalpellum Zevina, 1978
- genre Vertebroscalpellum Newman & Ross, 1998

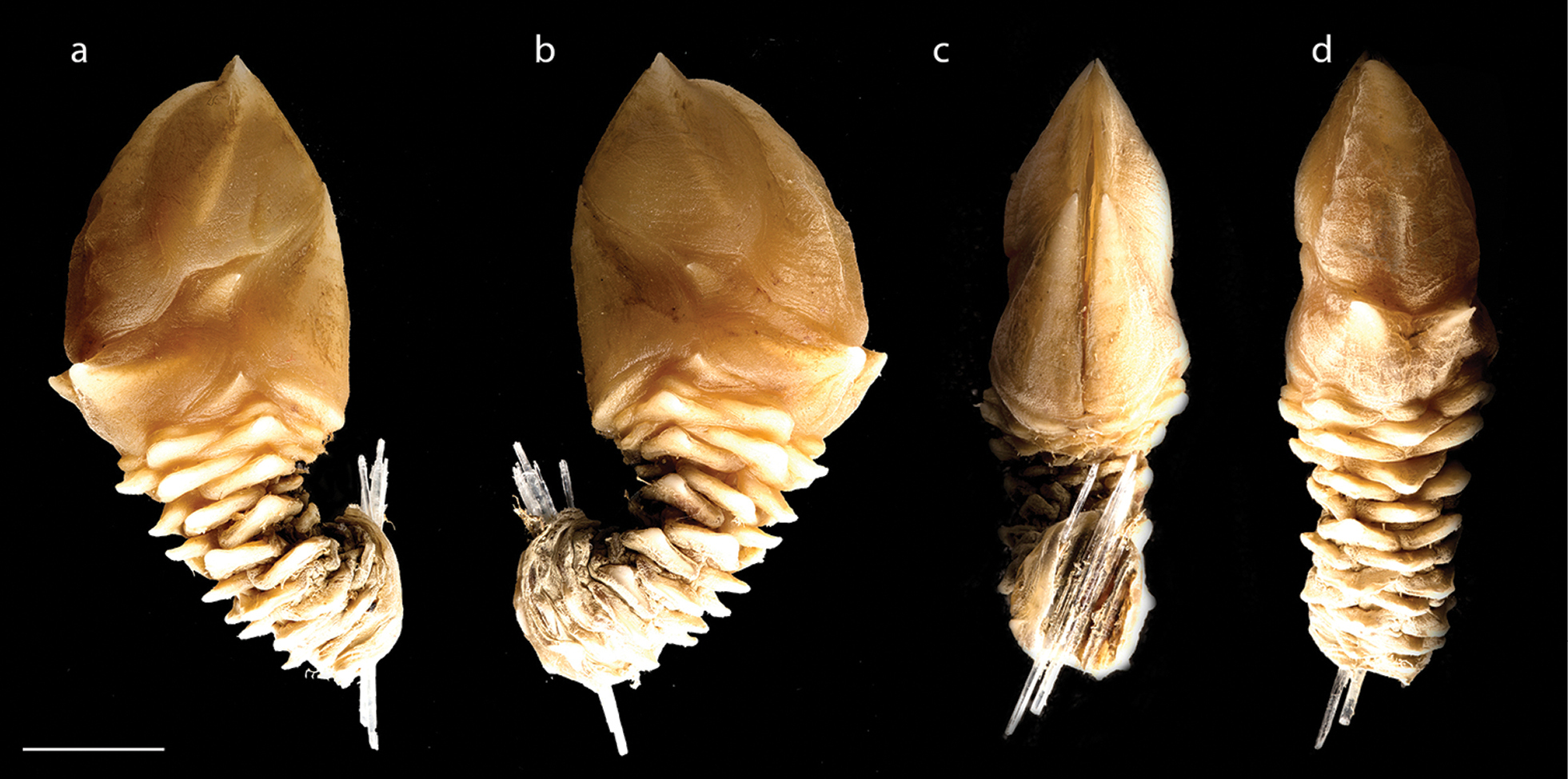
Alcockianum persona
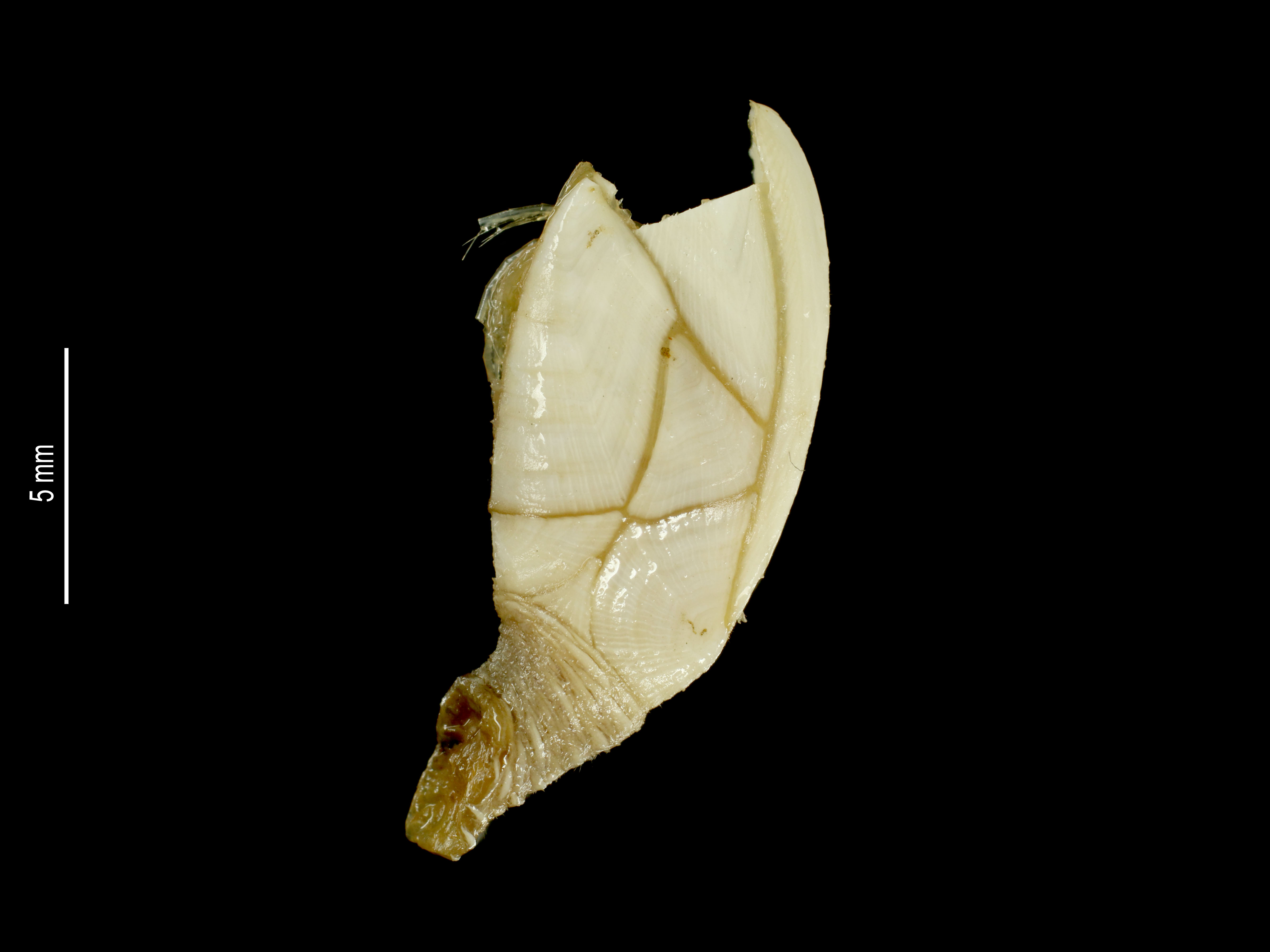
Amigdoscalpellum rigidum
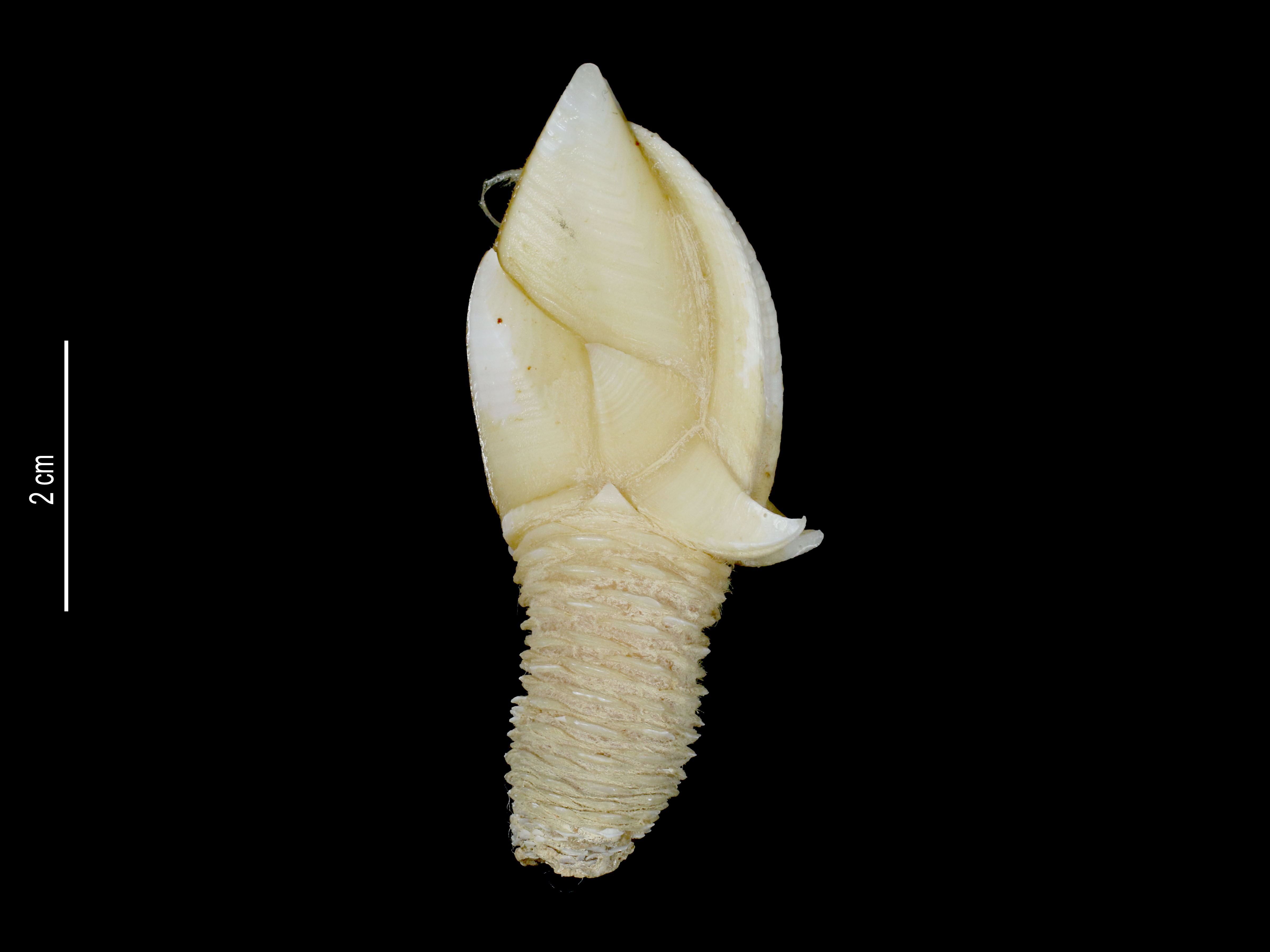
Anguloscalpellum quadrihamulum
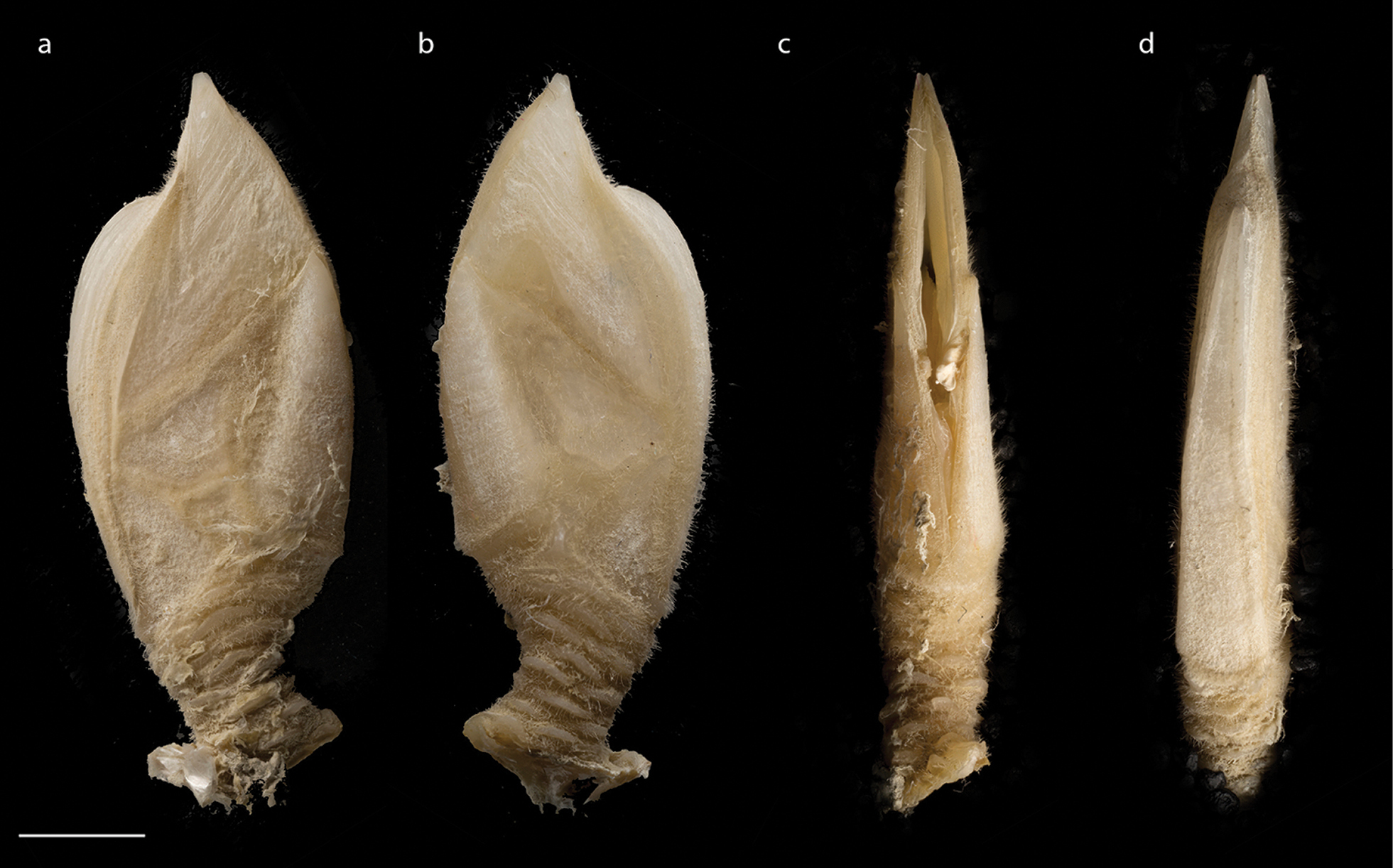
Annandaleum japonicum
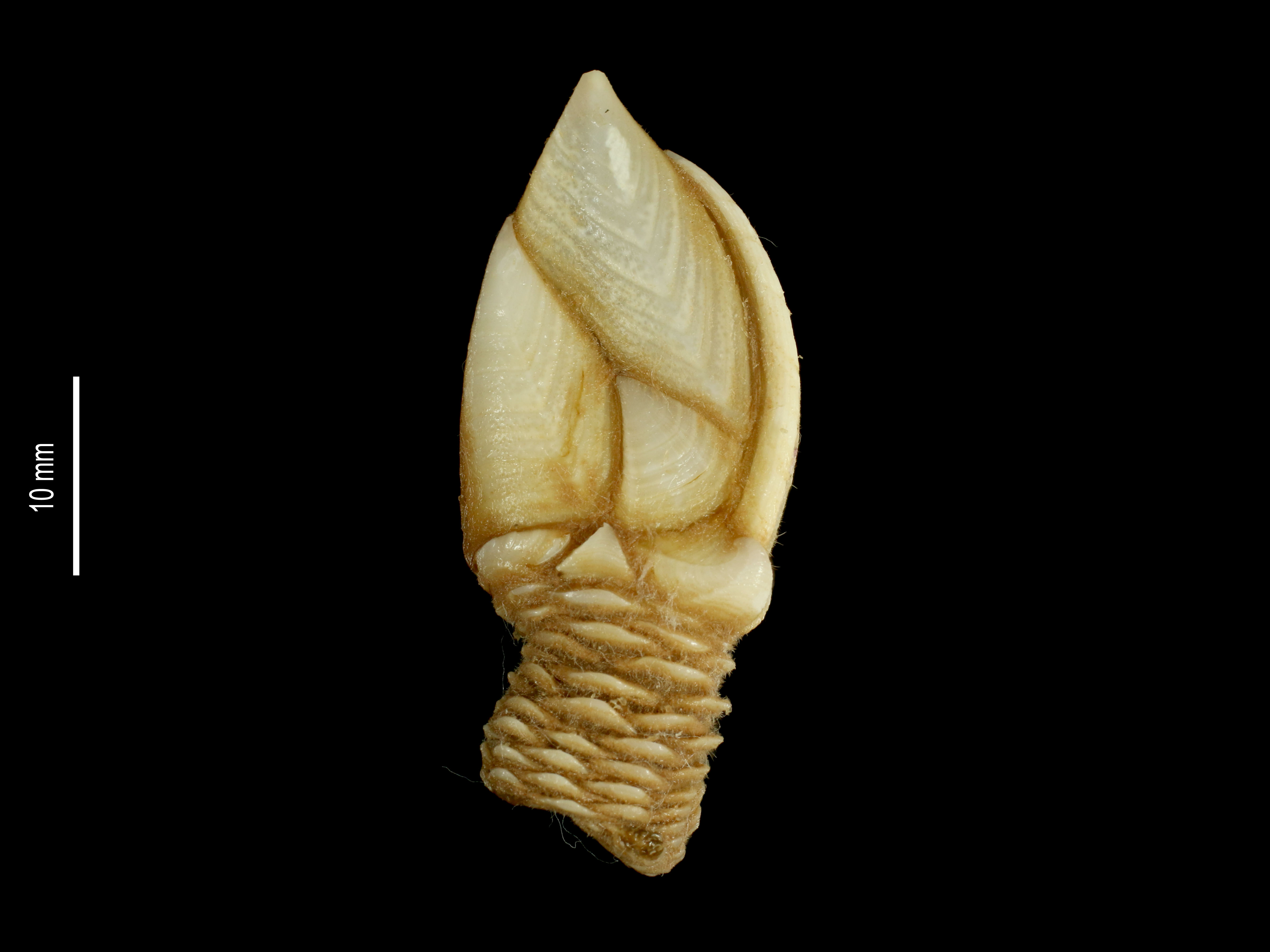
Arcoscalpellum michelottianum
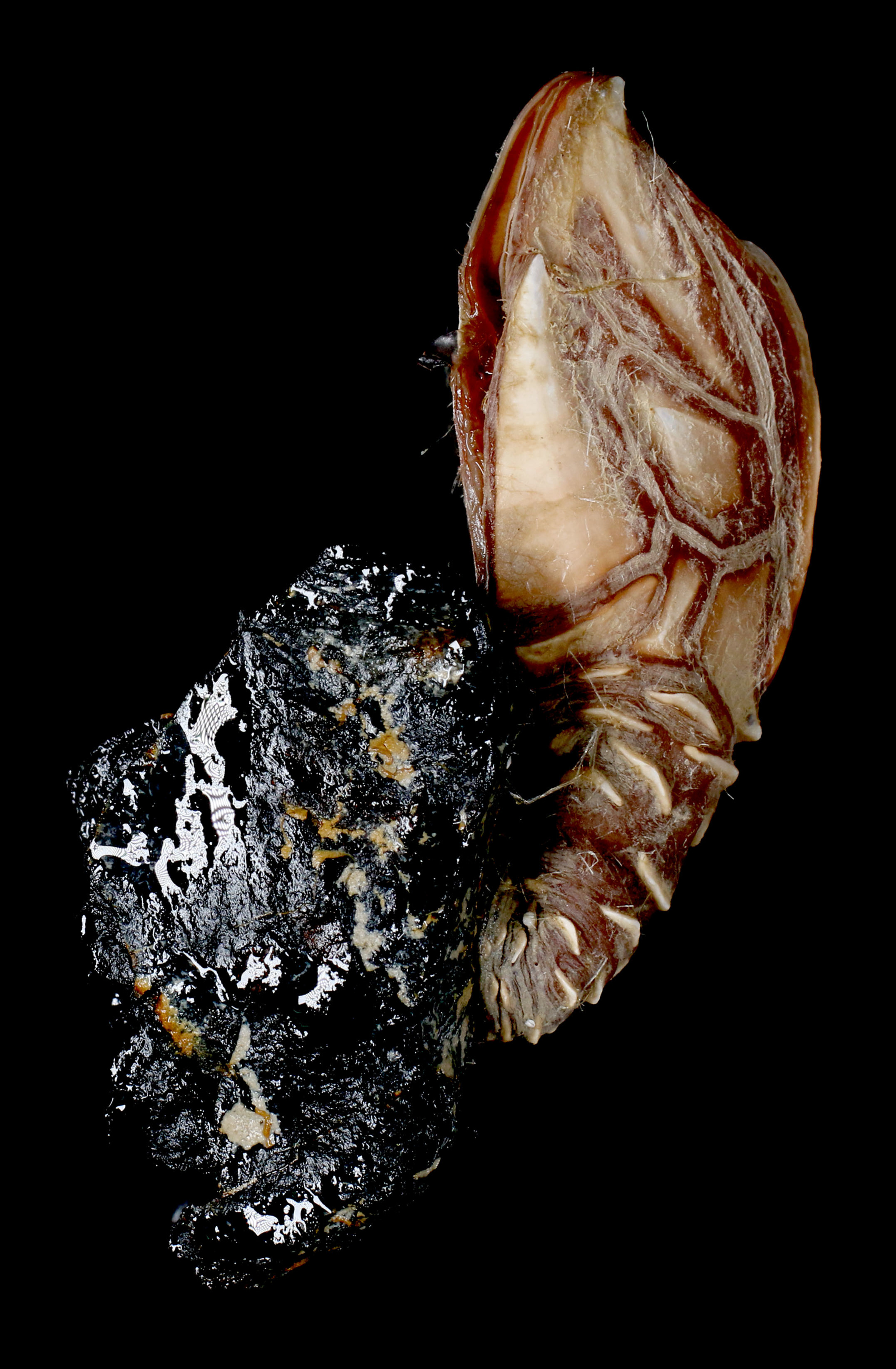
Barbascalpellum rossi
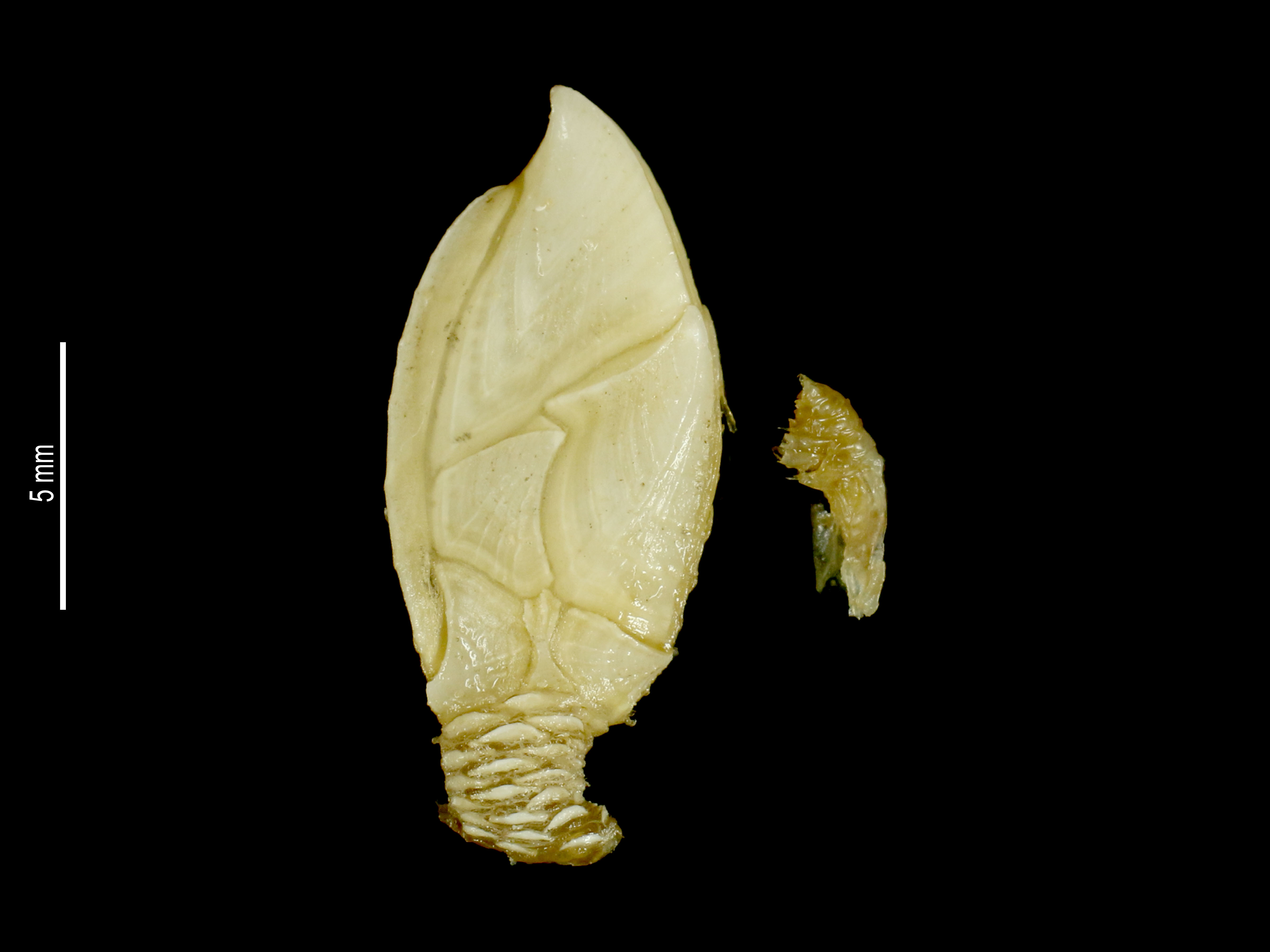
Catherinum recurvitergum
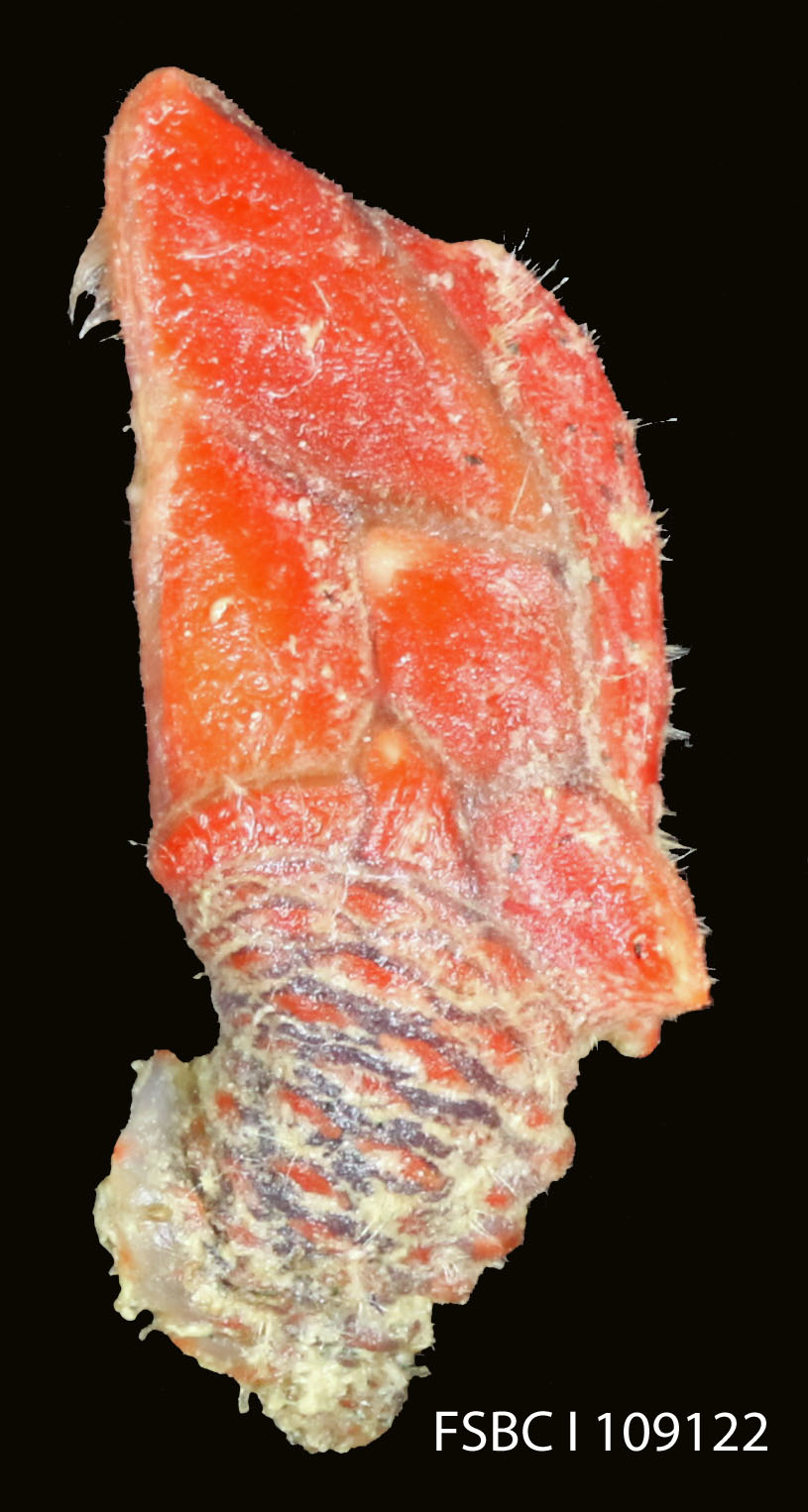
Diceroscalpellum arietinum
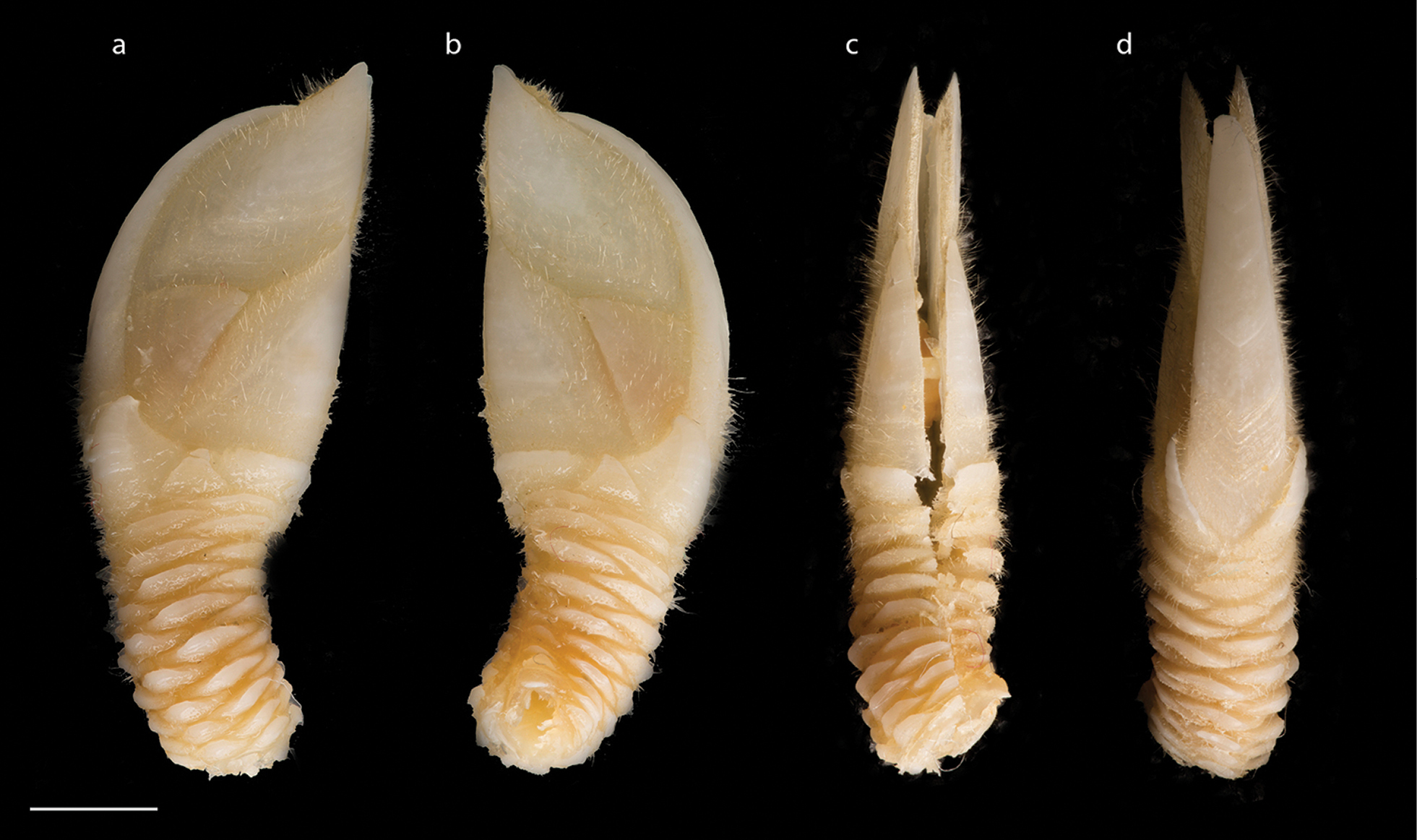
Diotascalpellum rubrum
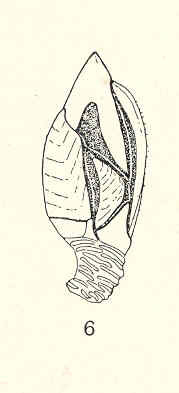
Gymnoscalpellum larvale
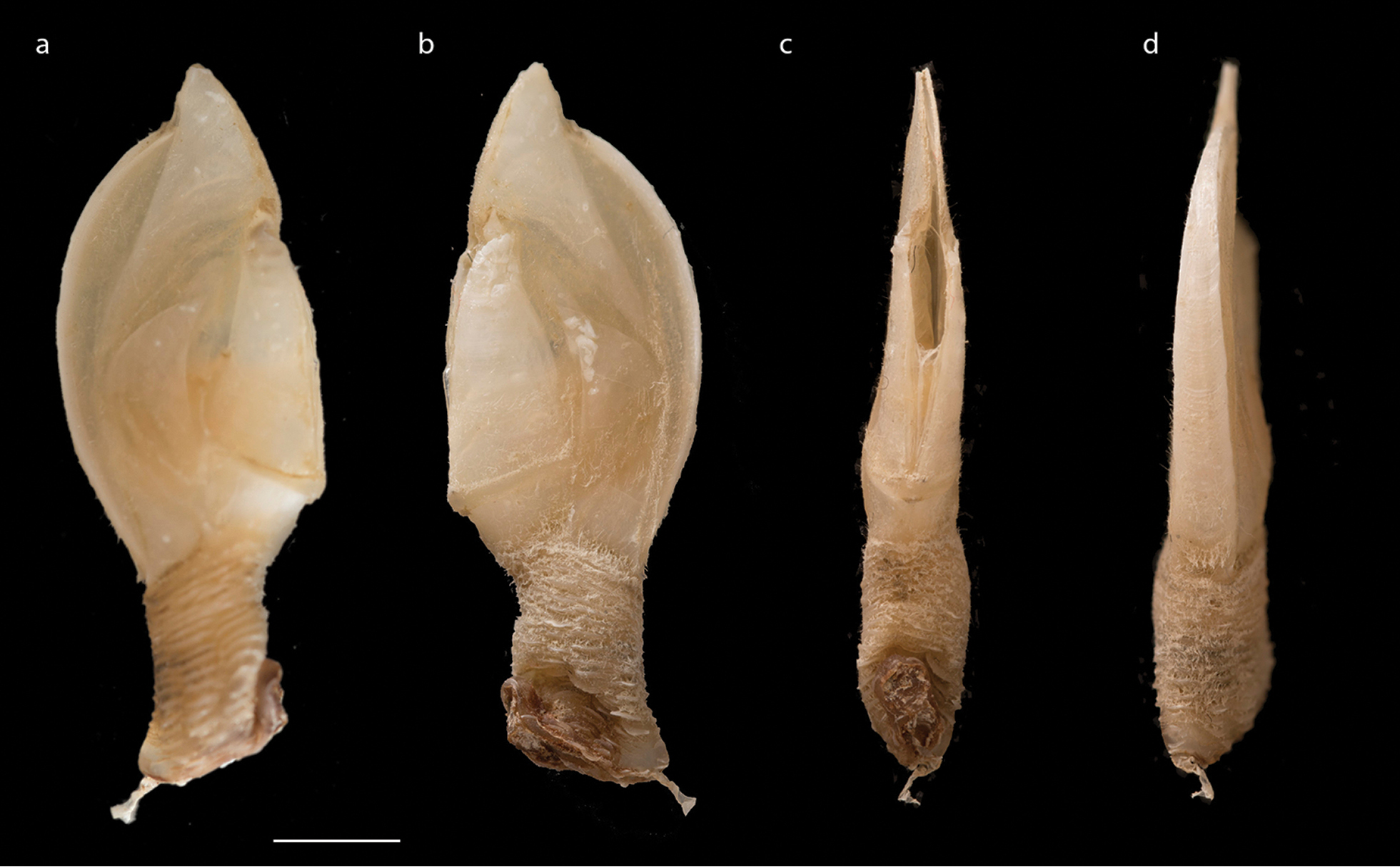
Litoscalpellum walleni
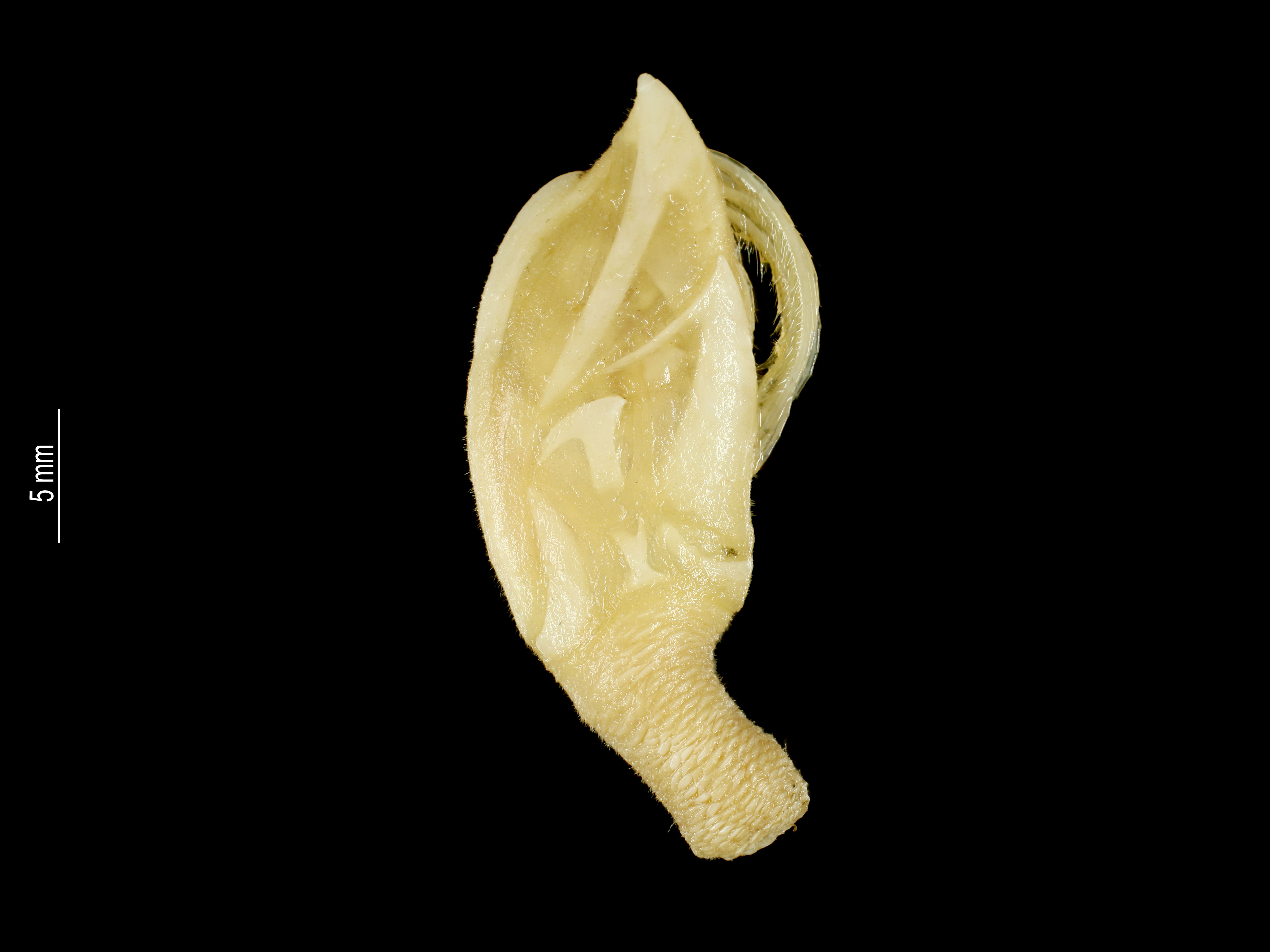
Neoscalpellum crosnieri
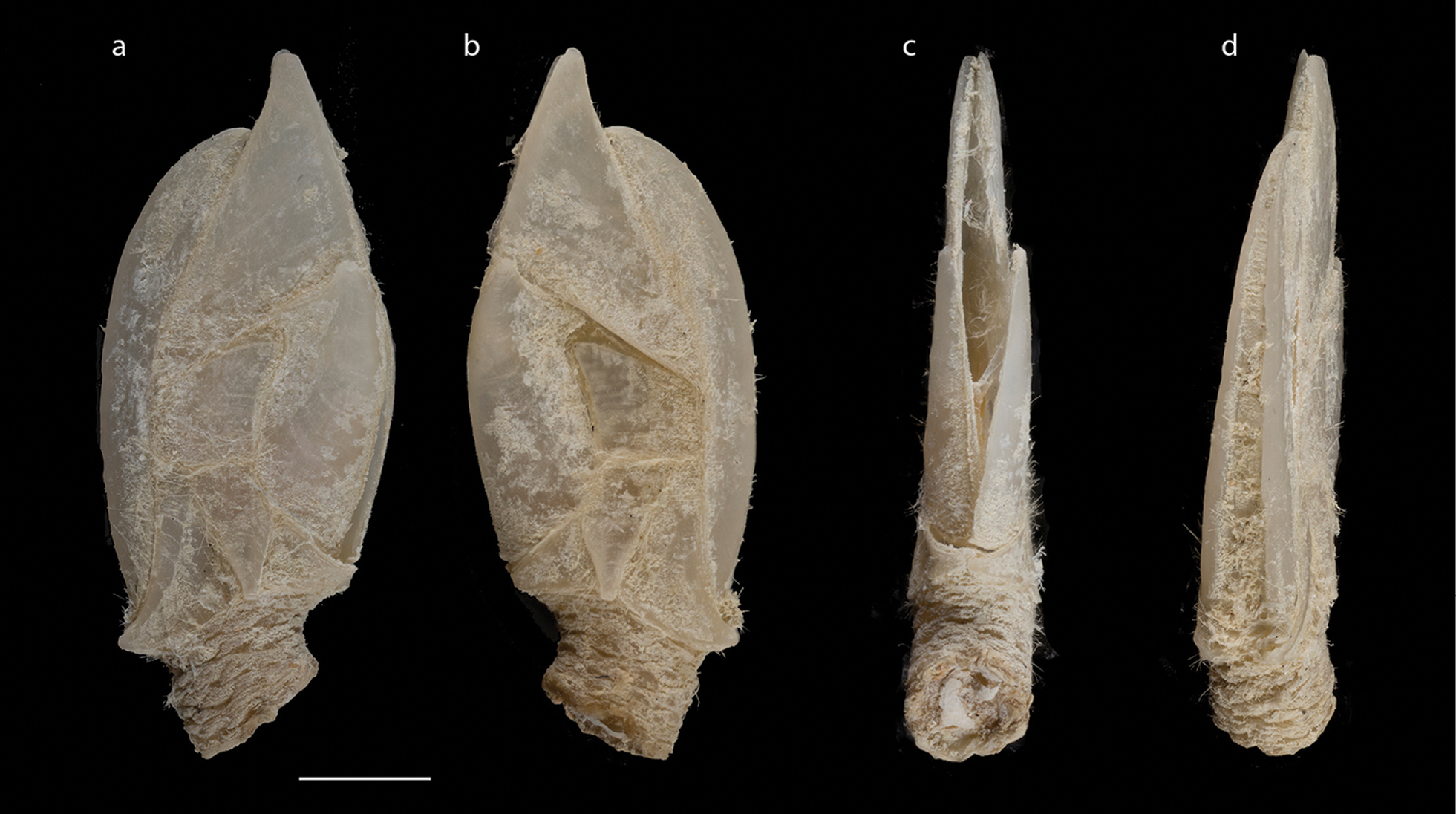
Planoscalpellum distinctum
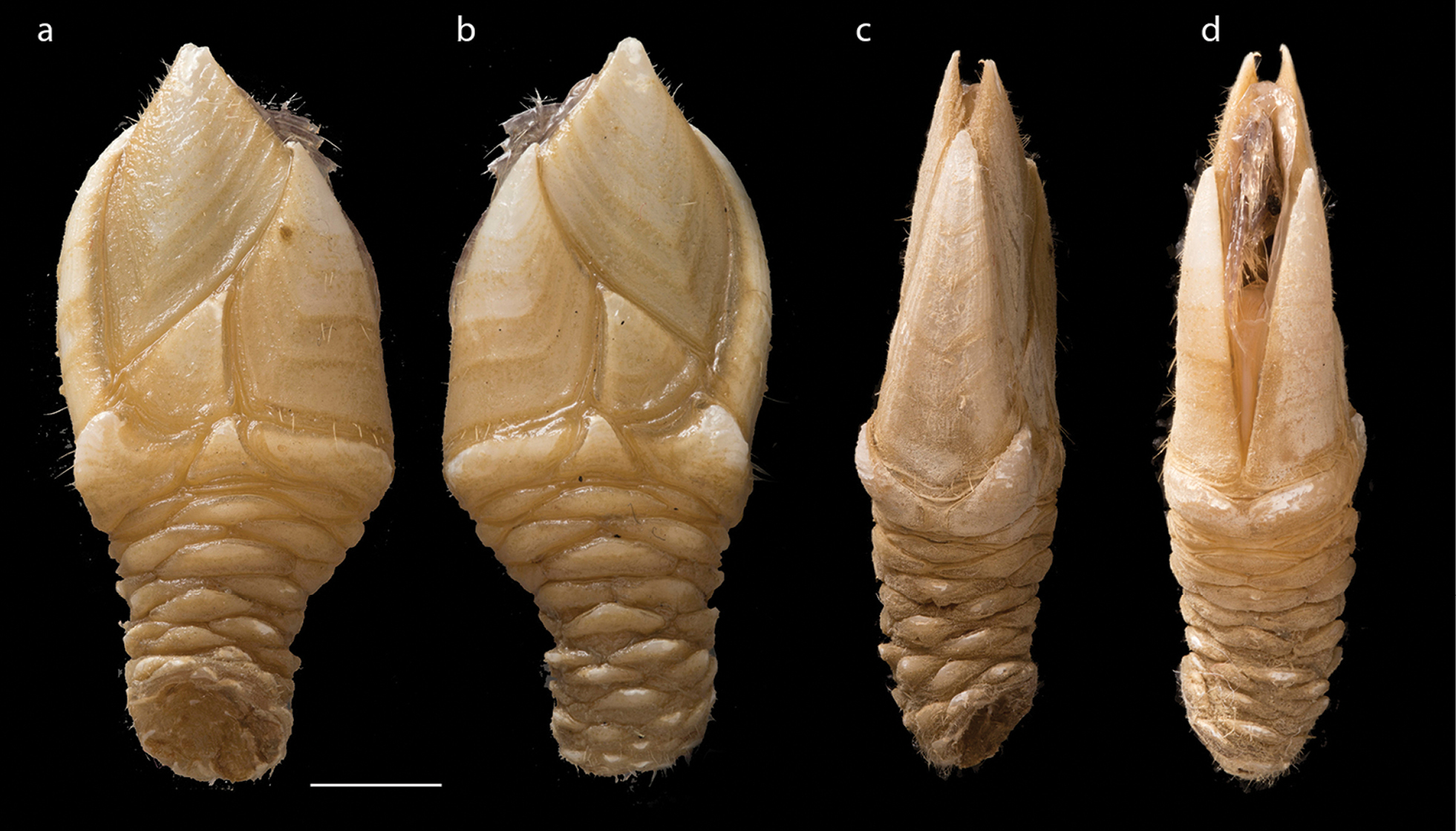
Regioscalpellum moluccanum
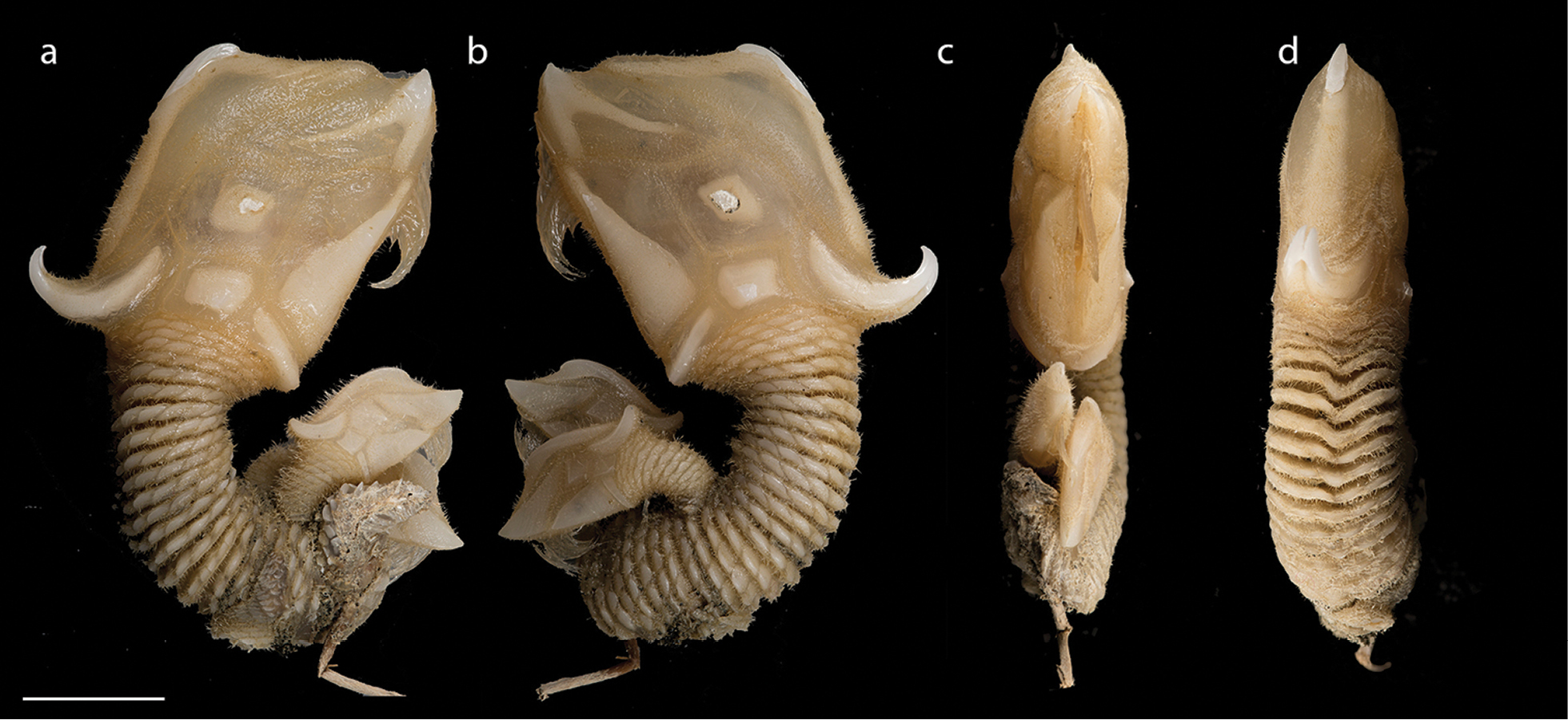
Scalpellum stearnsi
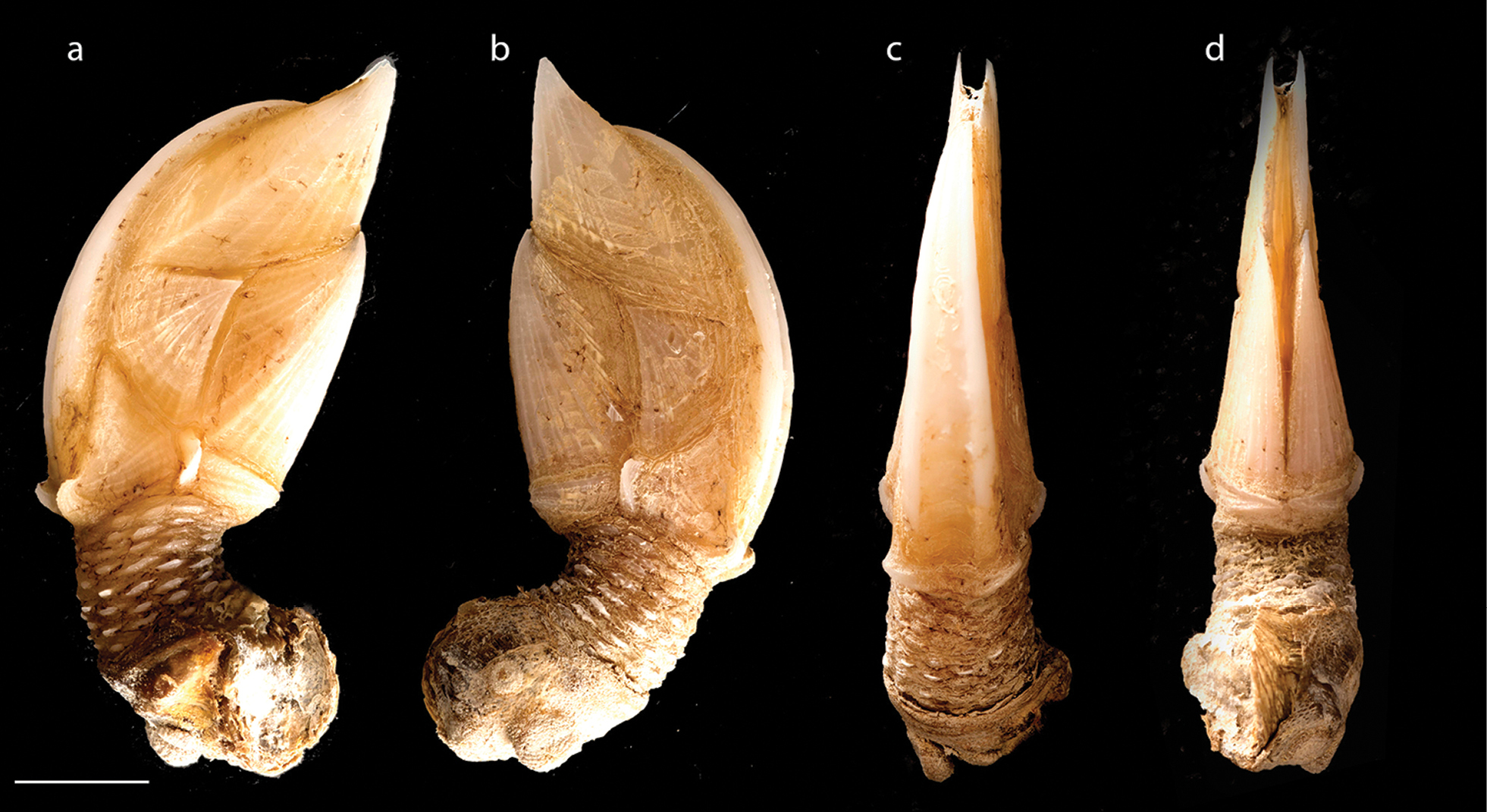
Teloscalpellum ecaudatum
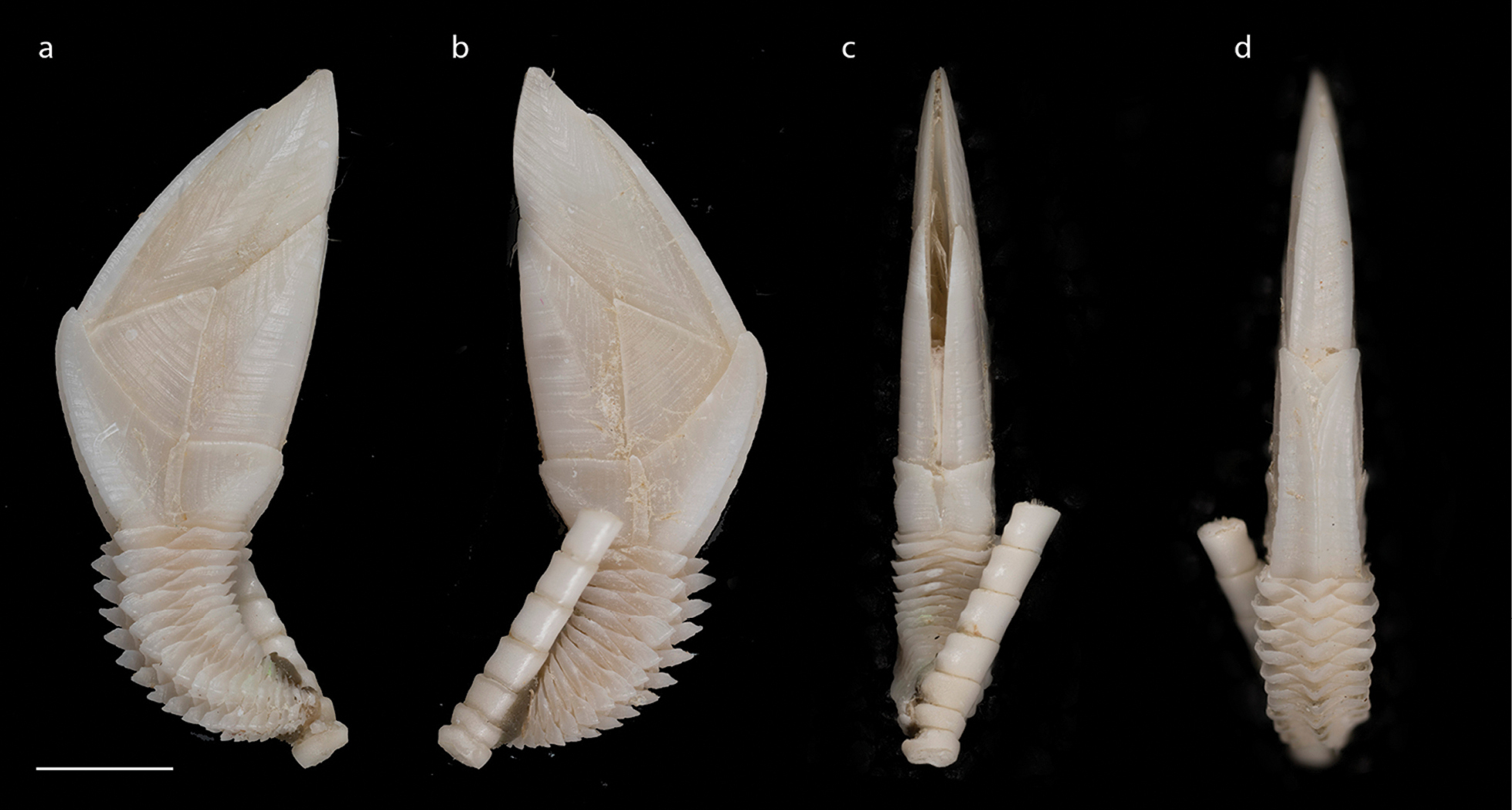
Trianguloscalpellum balanoides
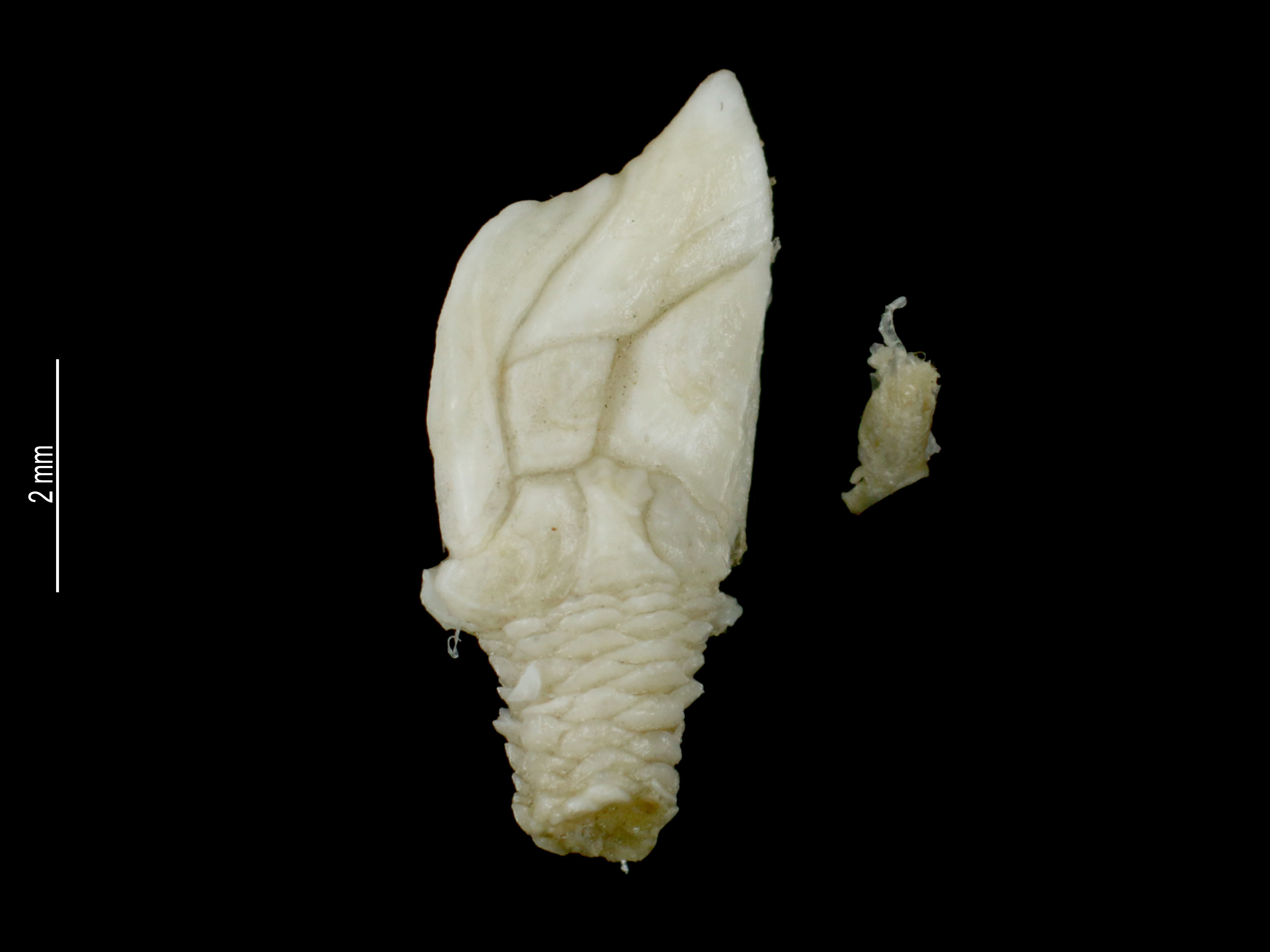
Ornatoscalpellum vanhoeffeni
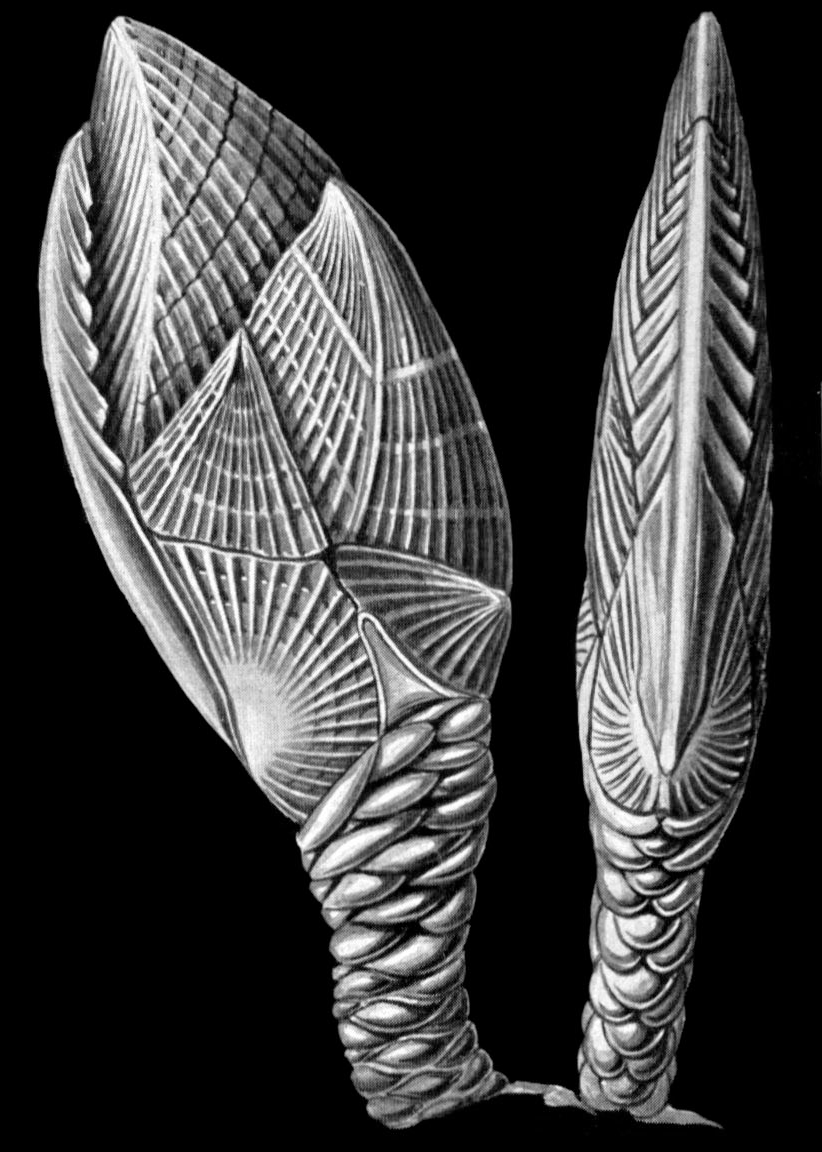
Scalpellum vitreum dessiné par Ernst Haeckel.
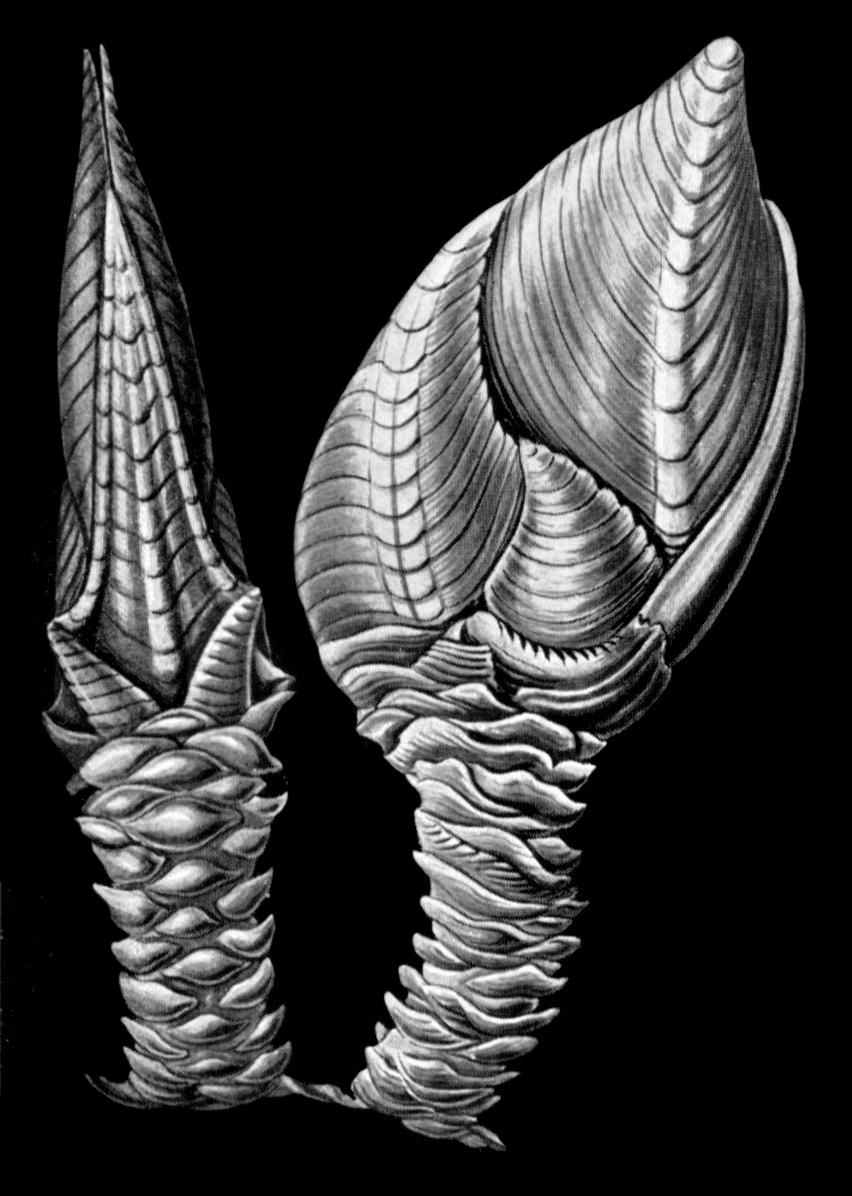
Arcoscalpellum michelottianum (idem)